# 2007 en Ontario
Chronologie de l'Ontario
- 2003
- 2004
- 2005
- 2006
- 2007
- 2008
- 2009
- 2010
- 2011

Cette page concerne des événements d'actualité qui se sont produits durant l'année 2007 dans la province canadienne de l'Ontario.

## Politique
- Premier ministre : Dalton McGuinty du parti libéral de l'Ontario
- Chef de l'Opposition :
- Lieutenant-gouverneur :
- Législature :  38e puis  39e

## Événements

### Février
- 8 février : élection générale de l'Ontario à Burlington, Markham et York.

### Mars
- 2 mars : la chanson Notre place est officiellement reconnue comme l'hymne officiel des Franco-Ontariens par l'Assemblée législative de l'Ontario[1].

### Octobre
- 10 octobre : élection générale en Ontario - le Parti libéral conserve sa majorité à l'Assemblée législative ; le Parti progressiste-conservateur forme l'opposition officielle.

## Décès
- 6 janvier : Charmion King, actrice (° 25 juillet 1925).
- 15 janvier : James Hillier, inventeur (° 22 août 1915).
- 20 janvier : Lloyd Francis (en), député fédéral de Carleton (1963-1965) et Ottawa-Ouest (1968-1972, 1974-1979, 1980-1984) et 30e président de la Chambre des communes du Canada (° 19 mars 1920).
- 23 mars : Agnes Benidickson, première femme à être chancelier de l'Université Queen's (° 19 août 1920).
- 14 avril : June Callwood, auteur et journaliste (° 2 juin 1924)
- 15 juin : Richard Bell (en), musicien (° 5 mars 1946).
- 27 juin : William Hutt (en), acteur (° 2 mai 1920).
- 31 juillet : Margaret Avison (en), poète (° 23 avril 1918).
- 23 septembre : Ken Danby (en), peintre (° 6 mars 1940).
- 4 décembre : Norval Morrisseau, artiste (° 14 mars 1932).